# تیساتلک
تیساتلک (به مجاری:  Tiszatelek) یک منطقهٔ مسکونی در مجارستان است که در سابولچ-ساتمار-برگ واقع شده‌است. تیساتلک ۳۳٫۷۸ کیلومتر مربع مساحت و ۱٬۴۰۰ نفر جمعیت دارد.